# Leptogenys foveopunctata
Leptogenys foveopunctata är en myrart som beskrevs av Mann 1921. Leptogenys foveopunctata ingår i släktet Leptogenys och familjen myror. Inga underarter finns listade i Catalogue of Life.